# Slipknot
Slipknot är ett amerikanskt band från Des Moines, Iowa. Gruppen bildades 1995 av slagverkaren Shawn Crahan och basisten Paul Gray. Efter ett flertal medlemsändringar under deras tidiga dagar, bestod bandet av nio medlemmar under större delen av deras karriär: Sid Wilson, Paul Gray, Joey Jordison, Chris Fehn, Jim Root, Craig Jones, Shawn Crahan, Mick Thomson och Corey Taylor. Paul Grays död, den 24 maj 2010, lämnade dock bandet med endast åtta återstående medlemmar. Tidigare gitarristen Donnie Steele var bandets turnébasist under 2011.
Slipknot är välkända för sin uppseendeväckande image, aggressiva musikstil samt energiska och kaotiska konserter. Bandet slog igenom stort efter släppet av sitt självbetitlade debutalbum, 1999. 2001 års uppföljare, Iowa, ökade bandets popularitet ytterligare. Efter att ha gjort ett uppehåll, återvände Slipknot under 2004 med Vol. 3: (The Subliminal Verses) och ännu en gång 2008 med sitt fjärde album, All Hope Is Gone, som debuterade på första plats på Billboard 200. Utöver det har bandet släppt ett livealbum, 9.0: Live, ett samlingsalbum, Antennas to Hell, samt fyra live-DVD:er.

## Historia

### De tidiga åren (1995–1998)
Slipknot bildades i Des Moines, Iowa, under september 1995 när slagverkaren Shawn Crahan och basisten Paul Gray startade ett band vid namn The Pale Ones. Bandet utgjordes av vänner som träffades genom den lokala musikscenen, inklusive sångaren Anders Colsefni och gitarristen Donnie Steele. Kort därefter bjöd Gray in Joey Jordison till en repning då bandet var intresserade av att experimentera med ytterligare trumelement. Jordison gick därefter med i bandet som huvudtrummis, och Crahan flyttades till slagverk. Dessutom började även Colsefni spela slagverk, men förblev samtidigt bandets sångare. Bandet beslutade sig sedan för att bjuda in Josh Brainard som deras andra gitarrist, vilket gjorde dem till sex medlemmar. Den 4 december gjorde bandet sin livedebut, då de spelade på en välgörenhetsgala under namnet Meld.
Mycket av bandets tidiga utveckling utgjordes av sena planeringsmöten mellan Gray, Crahan och Jordison på en Sinclair-bensinstation där Jordison jobbade nätter. Det var där, sent 1995, som Jordison föreslog att de skulle ändra bandnamnet till Slipknot, efter deras låt med samma namn. I december började Slipknot spela in material på SR Audio, en musikstudio i bandets hemstad. Då bandet var utan en inspelningsbudget, tvingades de självfinansiera projektet, som kostade uppskattningsvis 40 000 dollar. I februari 1996 bestämde sig gitarristen Donnie Steel för att lämna bandet, på grund av sin nyfunna kristna tro. På frågan om varför Steele lämnade bandet, under en intervju 1999, svarade Jordison: "Vi var beredda att behålla honom, men han ville inte stanna."  Under mixningen av deras projekt hos SR Audio, kallade Jordison in Craig Jones, en gammal medlem från hans förra band, Modifidious, som Steeles ersättare på gitarr. Under sin tid i studion, lade bandet till samplingar i deras musik, men kunde inte producera dessa ljud live. Jones blev därefter bandets samplare och Mick Thomson togs in som ersättningsgitarrist. Efter att ha haft problem med mixningen samt masteringen, självutgav bandet Mate. Feed. Kill. Repeat. på Halloween, den 31 oktober 1996.
Distributionen av albumet lämnades ursprungligen till bandet och deras producent Sean McMahon, innan det lämnades över till distributionsbolaget Ismist, tidigt 1997. Slipknot fick ett litet antal spelningar på lokala radiostationer efter att demons släppts. Det ledde dock inte till någon form av intresse från skivbolag, vilket fick bandet att återvända till studion för att spela in nytt material. Det var vid denna tidpunkt som bandet började sträva efter mer melodisk sång för sin musik. Till följd av detta rekryterades Corey Taylor från Des Moines-bandet Stone Sour, vilket flyttade Colsefni till bakgrundssång och slagverk. Under tiden som de jobbade i studion, fortsatte Slipknot att göra lokala spelningar, och under en av dessa, i september 1997, meddelade Colsefni på scenen att han skulle lämna bandet. Luckan fylldes av Greg Welts, som gick under smeknamnet "Cuddles". Tidigt under 1998 producerade Slipknot en andra demo innehållandes fem spår exklusivt för skivbolag. Bandet började få en hel del uppmärksamhet från skivbolag efter detta, och i februari 1998 erbjöd sig producenten Ross Robinson att producera deras debutalbum, efter att ha besökt en av deras repetitioner i Des Moines. Kort därefter rekryterades DJ:n Sid Wilson som bandets nionde medlem efter att ha visat stort intresse och imponerat på bandmedlemmarna. Sent i juni skrev Slipknot ett skivkontrakt med Roadrunner Records, värt 500 000 dollar. Bandet skrev på kontraktet offentligt den 8 juli 1998. Två dagar innan detta sparkades Welts från bandet, något som Slipknot vägrar att kommentera.

### Slipknotoch genombrott (1998–2000)
Chris Fehn anlitades för att ersätta Welts på slagverk innan Slipknot reste till Malibu, Kalifornien för att spela in sitt debutalbum i september 1998. Halvvägs genom inspelningen av albumet återvände bandet till Des Moines, Iowa under julen, då gitarristen Brainard beslutade att lämna bandet. På tal om sitt beslut, förklarade Brainard: "vissa beslut gjordes som jag inte var särskilt nöjd med". Slipknot rekryterade Jim Root för att komplettera deras uppställning och återvände efter det till Malibu för att fortsätta inspelningen av albumet. Albumet färdigställdes tidigt 1999, vilket tillät bandet att åka på deras första turné, som en del av 1999 års Ozzfest. Turnén visade sig utöka deras publik kraftigt, och deras självbetitlade album släpptes den 29 juni 1999. Slipknot gav kort därefter ut sin första hemvideo, Welcome to Our Neighborhood och två singlar, "Wait and Bleed" och "Spit It Out". Singlarna spelades en del på radio, och bandet utvecklade ett enormt följe i rekordfart, främst genom turnerande och mun till mun. Bandet turnerade i ett flertal länder under 1999 och 2000 för att stödja albumet. Tidigt 2000 certifierades Slipknot platina, som första Roadrunner Records-bandet någonsin att lyckas göra så.

### Iowaoch uppehåll (2001–2003)

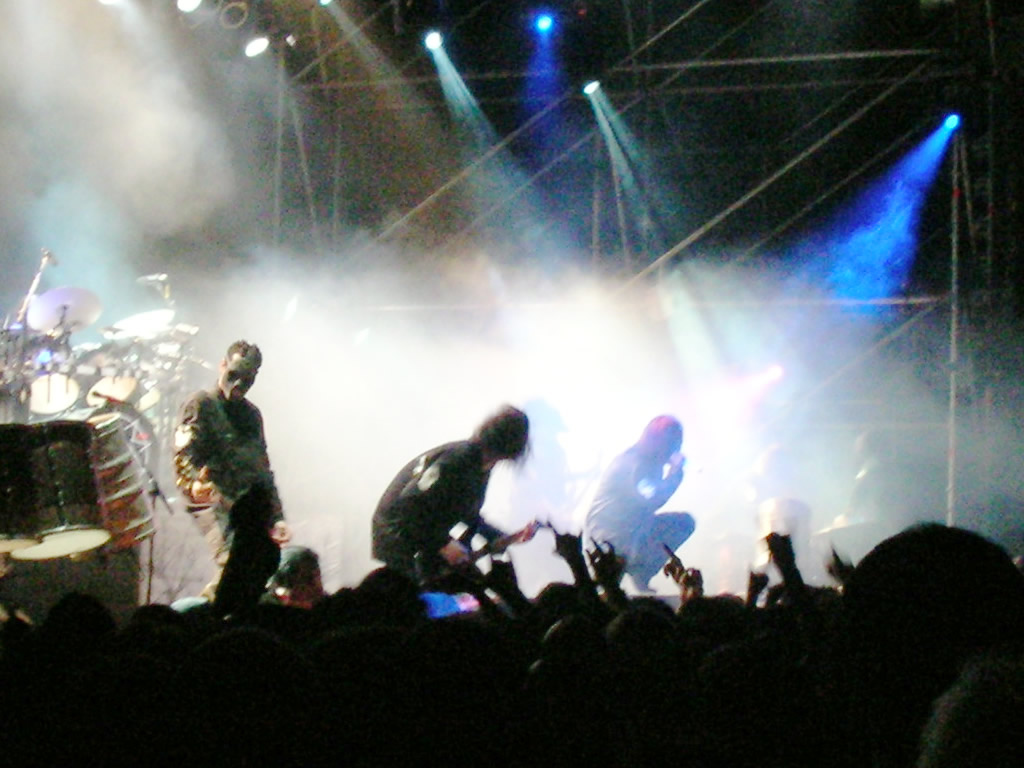
Slipknot uppträder i Buenos Aires, 2005

Förväntningarna på Slipknots andra album var massiva, och tidigt 2001 påbörjade bandet inspelningen av sitt andra album på Sound City och Sound Image i Los Angeles. Det var vid denna tid som konflikter började uppstå mellan bandmedlemmarna på grund av deras omfattande turnerande och inspelningsscheman. Trots detta var albumet färdiginspelat i februari 2001 och Slipknot gav sig ut på en stor turné. Iowa, Slipknots andra album, släpptes den 28 augusti 2001 och nådde plats tre på Billboards albumlista och första plats på UK Albums Chart. Iowa låg även 5 veckor på Sverigetopplistans albumlista och nådde som bäst plats 10. Albumet producerade tre singlar; "The Heretic Anthem", "Left Behind" och sedan "My Plague" som medverkade i filmen Resident Evil. 2002 gjorde Slipknot sitt första (och hittills enda) medverkande i en film, då de framförde låten "I Am Hated" i en scen i remaken av filmen Rollerball. Utgivningen av albumet och marknadsföringen för den visade sig bli mycket framgångsrik; bandet blev så populära att de sålda ut stora arenor i ett flertal länder. Vid mitten av 2002 gjorde dock Slipknot ett uppehåll för första gången, på grund av interna konflikter. Under denna tid fokuserade flera medlemmar på sidoprojekt. Vokalisten Taylor och gitarristen Root återupplivade sitt band Stone Sour, trummisen Jordison skapade Murderdolls, slagverkaren Crahan bildade To My Surprise och DJ:n Wilson gick solo som DJ Starscream. Vid detta skede var Slipknots framtid osäker och det spekulerades vilt i om bandet hade splittrats och möjligheterna för ett tredje album. Trots detta släppte Slipknot deras andra DVD, Disasterpieces, den 22 november 2002.

### Vol. 3: (The Subliminal Verses)och andra uppehållet (2003–2007)
Efter ett flertal förseningar, flyttade Slipknot in i The Mansion i Los Angeles, Kalifornien vid mitten av 2003 för att arbeta på sitt tredje album, tillsammans med producenten Rick Rubin. Tidigt 2004 var bandet klara med albumet och de påbörjade The Subliminal Verses World Tour i och med deras uppträdande på Jägermeister Music Tour i mars 2004. Vol. 3: (The Subliminal Verses) släpptes den 24 maj 2004 och nådde plats 2 på både Billboards albumlista och Sverigetopplistan. Albumet producerade sex singlar; "Duality", "Vermilion", "Vermilion, Pt. 2", "Before I Forget", "The Nameless" och The Blister Exists. Slipknot spelade in sitt första livealbum, 9.0: Live, under turnén för det tredje albumet. 9.0: Live gavs ut den 1 november 2005 och nådde plats 17 på Billboards albumlista. Bandet fortsatte att stödja Vol. 3: (The Subliminal Verses) genom att turnera genom 2004 tills slutet av 2005, då bandet tog sitt andra uppehåll.
2005 var flera medlemmar i Slipknot involverade i Roadrunner United: The All-Star Sessions, ett samarbetsalbum mellan Roadrunner Records artister. År 2006 vann Slipknot sin första (och hittills enda) Grammy Award för "Best Metal Performance" med låten "Before I Forget". Den 5 december 2006 släppte Slipknot sin tredje DVD, betitlad Voliminal: Inside the Nine. Under tiden som Slipknot hade uppehåll fokuserade flera av medlemmarna ännu en gång på sidoprojekt; vokalisten Taylor och gitarristen Root återvände till Stone Sour, trummisen Jordison turnerade med ett flertal band och producerade 3 Inches of Bloods tredje album Fire Up the Blades, Crahan bildade Dirty Little Rabbits och Wilson återvände som DJ Starscream.

### All Hope Is Gone, Grays död samt tredje uppehållet (2008–2010)
Förberedelser för Slipknots fjärde album påbörjades mot slutet av 2007 och inspelningen när bandet gick in i Sound Farm Studio i Jamaica, Iowa med producenten Dave Fortman i februari 2008. Albumet var färdigställt i juni 2008, innan "All Hope Is Gone World Tour" påbörjades. Slipknots fjärde album, All Hope Is Gone, släpptes den 20 augusti 2008 och debuterade på första plats på både Billboard och Sverigetopplistan. Albumet producerade fem singlar; "All Hope Is Gone", "Psychosocial", "Dead Memories", "Sulfur" och "Snuff". 2009 hade Slipknots debutalbum 10-årsjubileum. För att fira händelsen släppte bandet en specialupplaga av Slipknot, den 9 september 2009. Turnerande för att stödja albumet pågick genom 2008 och 2009, innan de avslutades den 31 oktober 2009. Efter detta tog Slipknot sitt tredje uppehåll.

Under uppehållet riktade flera medlemmar sin uppmärksamhet åt olika sidoprojekt; vokalisten Taylor bildade Junk Beer Kidnap Band och återvände till Stone Sour med gitarristen Root, Crahan fortsatte att arbeta med sitt band Dirty Little Rabbits, trummisen Jordison återvände till sitt band Murderdolls och blev Rob Zombies permanenta trummis, trumslagaren Fehn är nu basist för metalcore-bandet Will Haven och Sid Wilson bildade det självbetitlade bandet Sid.
År 2010 planerade basisten Paul Gray att turnera med supergruppen Hail! Den 24 maj hittades han dock död i ett hotellrum i Urbandale, Iowa. Omständigheterna kring hans död var vid tidpunkten okända; en obduktion tydde på att hans död inte orsakats av någon, men man avslöjade inte vad som orsakat det. Dagen efter hans död höll de åtta återstående medlemmarna en livesänd presskonferens tillsammans med Grays änka och bror, där de uttryckte sina känslor angående händelsen. Den 21 juni bekräftades det att dödsorsaken var en oavsiktlig överdos av morfin och fentanyl, det senare är ett syntetiskt morfinsubstitut.
Bandet var tveksamma till att kommentera framtiden för Slipknot. Medlemmarna gjorde motstridiga uttalanden i intervjuer angående situationen; trummisen Jordison berättade för The Pulse of Radio att "en ny Slipknot-skiva redan är på väg." Vokalisten Taylor avslöjade för radiostationen FMQB att han var "osäker på om [han vill] göra någonting med Slipknot." Bandet gav ut sitt fjärde videoalbum (sic)nesses den 28 september, och debuterade på första plats på Billboards Top Music Video-lista. DVD:n innehåller Slipknots uppträdande på 2009 års Download Festival samt en 45 minuter lång som dokumenterar deras All Hope Is Gone-turné, och tillägnades Paul Gray.

### Återkomsten,Antennas to HellochKnotfest(2010-2013)
Angående fortsättningen för Slipknot, berättade Taylor senare för NME att Paul Gray skulle vilja att de fortsatte och att innerst inne kände han att de borde det, även om han var osäker angående att återvända till bandet. Slipknot återvände till scenen 2011 för ett mindre antal spelningar i Europa. De var huvudband på Sonisphere Festival och Rock in Rio, tillsammans med band som Iron Maiden och Metallica och uppträdde även på belgiska Graspop Metal Meeting. Taylor berättade att konserterna tjänade som "firande och hyllning" till deras avlidna basist. Slipknots ursprungliga gitarrist, Donnie Steele vikarierade för Gray under uppträdandena, men skymdes dock från publiken, bakom trummisen Joey Jordison.
Slipknot har bekräftat att de kommer att spela in och släppa ett femte studioalbum utan några planer på att ersätta Gray, även om Taylor i en intervju angav att han var osäker på om han skulle vilja spela in igen med bandet, och trodde inte att de skulle hända inom den snaraste framtiden. Han la dock till att kanske skulle vara öppen för att spela in med bandet om "ett par år". Trummsien Jordison svarade på detta genom att berätta att skrivningsprocessen för bandets femte studioalbum redan hade börjat och att han hade skrivit 17 låtar. Som svar på Taylors uttalanden angående hans osäkerhet om att fortsätta, förklarade Jordison att 'Slipknot kommer att fortsätta med eller utan 'Corey Taylor' [sic]. Ett kontrasterande uttalande gjordes av Crahan på hans Facebook-sida, där han skrev att inga låtar hade skrivits än. Han stödde Taylors uppfattning om att det var för tidigt att spela in ett annat Slipknot album.
Slipknot uppträdde på den Rockstar Energy-sponsrade Mayhem Festival 2012.
Den 29 maj 2012 lade Roadrunner Records upp en teaser på sin hemsida, betitlad Antennas to Hell. Senare samma dag avslöjade Corey Taylor på sin Twitter att Slipknot skulle släppa ett samlingsalbum den 17 juli 2012. Han skrev även att bandet inte spelar in något nytt material än, men att de jobbar på demos för ett nytt album.
Den 4 juni 2012 rapporterade Steve Baltin från musikmagasinet Rolling Stone att Slipknot skulle hålla sin första årliga Knotfest, den 17 augusti 2012 vid Mid-America Motorplex nära Pacific Junction, Iowa, samt den 18 augusti i Somerset, Wisconsin. Övriga band på festivalen inkluderade Deftones, Lamb of God, Serj Tankian och andra. Bland de aktiviteter festivalen erbjuder, som en del av dess "mörka karnevalupplevelse", cirkustält, eldpelare, åkattraktioner, burleska utövare, eldsprutare, styltor, trumcirklar gjorda av skrotbilar, graffitiväggar och ett Slipknot-museum.

### Joey Jordisons avgång och.5: The Gray Chapter(2013-nu)
Den 12 december 2013 meddelade bandet via deras officiella hemsida att trummisen Joey Jordison och bandet gått skilda vägar efter 18 år som citerar personliga skäl. Jordison hade senare skrivit på hans officiella Facebook-sida att han "inte hade slutat i Slipknot", och att han var både "chockad" och ”överraskad" av nyheten. Både Jordison och Slipknot har oberoende lovat att släppa mer information om splittringen. Corey Taylor noterade att Jordison inte skulle visas på det nya albumet, eftersom han inte deltog i något låtskrivande sessioner inför sin avgång.
I april 2014 har det ryktas om att trummisen Jay Weinberg (ex-Madball, ex-Against Me!) ska ha ersatt Joey Jordison, samt spelat in bandets femte album.
I juli 2014 började bandet släppa teasers inför släppet av deras femte album på deras hemsida och sociala medier med hjälp av kryptiska meddelanden och blodigt bildspråk. Den 1 augusti släpptes låten The Negative One efter sex års uppehåll och åtföljdes av en musikvideo fyra dagar senare i regi av Crahan. . Videon presenterade inte några bandmedlemmar. Den 24 augusti släppte Slipknot en officiell radio singel med titeln The Devil In I och namnet på det kommande albumet visade sig vara .5: The Gray Chapter via iTunes, som förväntas släppa den 21 oktober 2014.
Corey Taylor har under en intervju berättat att Shawn Crahan har "utformat en identiskt mask som både trummisen och basisten kommer att ha på sig." och att både basisten och trummisen kommer att vara på scenen under ordinarie Slipknot utrustning. Också bekräftar att basisten faktiskt kommer att utföra på scenen med Slipknot.
Den 11 september släppte bandet en 15 sekunders video av den kommande musikvideon till ”The Devil In I”. Musikvideon släpptes redan dagen efter och därmed kommit ut med sina nya masker. På videon kan man även identifiera nya basisten, vars namn Alessandro Venturella, när hans tatueringar på handen kändes igen av tittarna. Det bekräftar också att han ersätter live-basisten Donnie Steele.

## Stil och lyriska teman
Slipknot influerades av flera olika stilar och band, främst hårdrock- och heavy metalband såsom Kiss, Black Sabbath, Slayer, Fear Factory, Godflesh, Skinny Puppy, Neurosis, Judas Priest, Metallica, White Zombie, Led Zeppelin och Beastie Boys. Slipknot ses som pionjärer inom New Wave of American Heavy Metal och har blivit jämförda med grupper såsom Pantera, Machine Head, Biohazard, Life of Agony och Prong. De är även ansedda som ett nu metal-band, men bandmedlemmarna föredrar att distansera sig musikaliskt från band som Korn och Limp Bizkit. Slipknot beskriver sitt sound som enbart "metal metal" och anser att deras koppling till nu metal endast är en slump på grund av att de alla slog igenom vid samma tidpunkt. Bandets sound innehåller vanligtvis kraftigt nedstämda gitarrer, en märkbart stor slagverkssektion, samplingar samt turn tables. Med hjälp av en mängd olika vokala stilar, innehåller deras musik vanligtvis growlsång, screams, rappande, bakgrundssång och vid vissa tillfällen melodisk sång. Bandet har dock kontinuerligt experimenterat med sitt sound – främst då de började skapa låtar ledda av akustiska gitarrer och melodisk sång, som introducerades på Vol. 3: (The Subliminal Verses). Slipknots texter följer vanligtvis en aggressiv ton, ibland med svordomar, medan de utforskar teman såsom mörker, nihilism, ilska, hat, kärlek, misantropi och psykos. De drar ofta upp ämnen som musikindustrin, politik, personliga strider och reflektioner, bland andra. Rick Anderson från Allmusic bekrev deras texter som märkbara [och] i allmänhet inte passande att citeras på en familjewebbplats. Men, på Vol. 3 bestämde sig Taylor för att inte använda sig av svordomar, som svar på påståenden om att han förlitade sig på användningen av dem.
Slipknot är kända för sina kaotiska och energifyllda live-uppträdanden, vilket var en bidragande faktor till deras framgång. Där medlemmarna vanligtvis headbangar, flera medlemmar stagedivar och, vid ett fåtal tillfällen, till och med slåss. Deras tidiga uppträdanden innehöll extrema handlingar, såsom stagedives från höga balkonger och bandmedlemmarna satte eld på varandra. På senare år tenderar de dock att avhålla sig från handlingar så extrema som dessa. Ex-basisten Gray förklarade att detta var på grund av att de mottagit stämningar samt för att hindra att skada andra människor, och tillade att det var ett "bättre drag" för bandets livslängd. Tillsammans med bandets energifulla och oförutsägbara uppträdanden, använder sig Slipknot ofta av pyroteknik, upphöjda scenområden, hydrauliska upphöjningsbara trummor och bildskärmar, bland annat. När han recenserade ett Slipknot-uppträdande, utbrast han, "den koreograferade kaosen är alltför mångfasetterad för att beskriva till fullo." NME beskrev en av deras konserter som "en scen av kaos."

## Image och identiteter

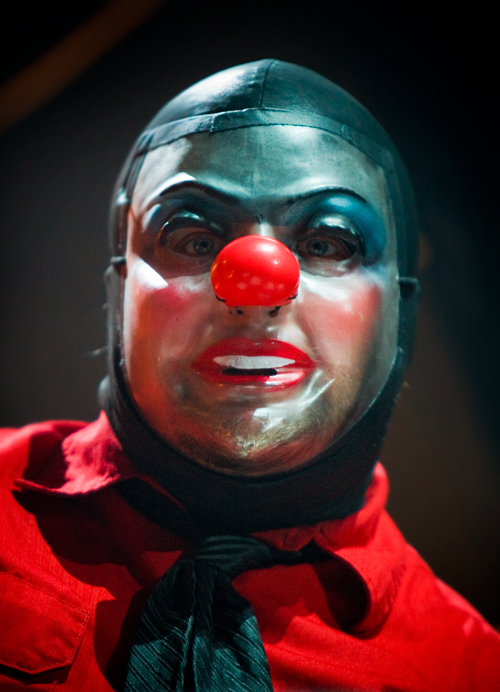
Shawn Crahan bär sin alternativa clownmask under 2009.

Bandet är kända för sin uppseendeväckande image; medlemmarna bär matchande fängelseoveraller, har unika masker och använder sig av olika nummer. Den ursprungliga idén om att bära masker när de uppträdde tillskrivs ofta en clownmask som slagverkaren Crahan tog med sig till repetitioner när bandet precis hade startat. Konceptet utvecklades, och sent 1997 bestämde sig bandet för att varje medlem skulle bära en unik mask samt matchande overaller. Vokalisten Taylor sa följande när han blev tillfrågad om maskerna år 2002: "det är vårt sätt att bli mer intima med musiken. Det är ett sätt för oss att bli omedvetna om vilka vi är och vad vi gör utanför musiken. Det är ett sätt för oss att krypa in i det och kunna använda det." Konceptet bakom att bära matchande overaller har blivit förklarat som ett svar till kommersialism i musikindustrin och ledde till idén att tilldela bandmedlemmarna numeriska alias. "Från början skulle vi bara bära overallerna [...] vi tänkte att vi lika gärna kunde ta det ännu längre och ge oss själva nummer. [...] Vi sa i princip att 'Hej, vi är en produkt!'" förklarade Taylor. Deras image har varit föremål för mycket kritik och ses generellt som en gimmick för att försöka sälja mer album. Bandet invänder starkt mot dessa påståenden, och berättade att maskerna används för att dra uppmärksamheten ifrån sig själva som individer och lägga fokus på musiken. Flera bandmedlemmar har noterat att när de bär masker så hjälper det även till att hålla deras personliga liv privata. Under en intervju 2005 gick trumslagaren Fehn så långt som att säga att det var en "välsignelse" att de inte blir igenkända.
Slipknot har genom sin karriär utvecklat sin image, genom att byta uniformer och varje medlems mask i enlighet med lanseringen av varje album. Maskerna skiljer sig inte drastiskt i utseende mellan albumen och följer en liknande stil men med nya inslag. Trummisen Jordison tog upp frågan i en intervju 2004, där han uppgav att det är för att visa tillväxt och skillnad i ålder inom varje individ. Tillsammans med sina vanliga masker har Slipknot har införlivat speciella masker för särskilda skäl under sin karriär, främst för musikvideon samt live-uppträdanden av låten "Vermilion" år 2004 och 2005, då bandet bar dödsmasker tillverkade av avgjutningar av deras egna ansikten. Senare, år 2008, bar bandet så kallade "purgatory masks" (skärseldsmasker) under fotosessioner innan utgivningen av All Hope Is Gone, samt kunde ses bränna upp dem i musikvideon för "Psychosocial". Under deras tidiga dagar var Slipknots masker hemmagjorda; men sedan 2001 har deras masker dock specialgjorts av special effects-artisten och musikern Screaming Mad George.
Under 2012 släppte Slipknot en app för iOS och Android kallad "Slipknot: Wear the Mask." Appen tillåter fans att konstruera sina egna masker och samtidigt fastställa vilken typ av Slipknot-fan de är.

## Kontroverser

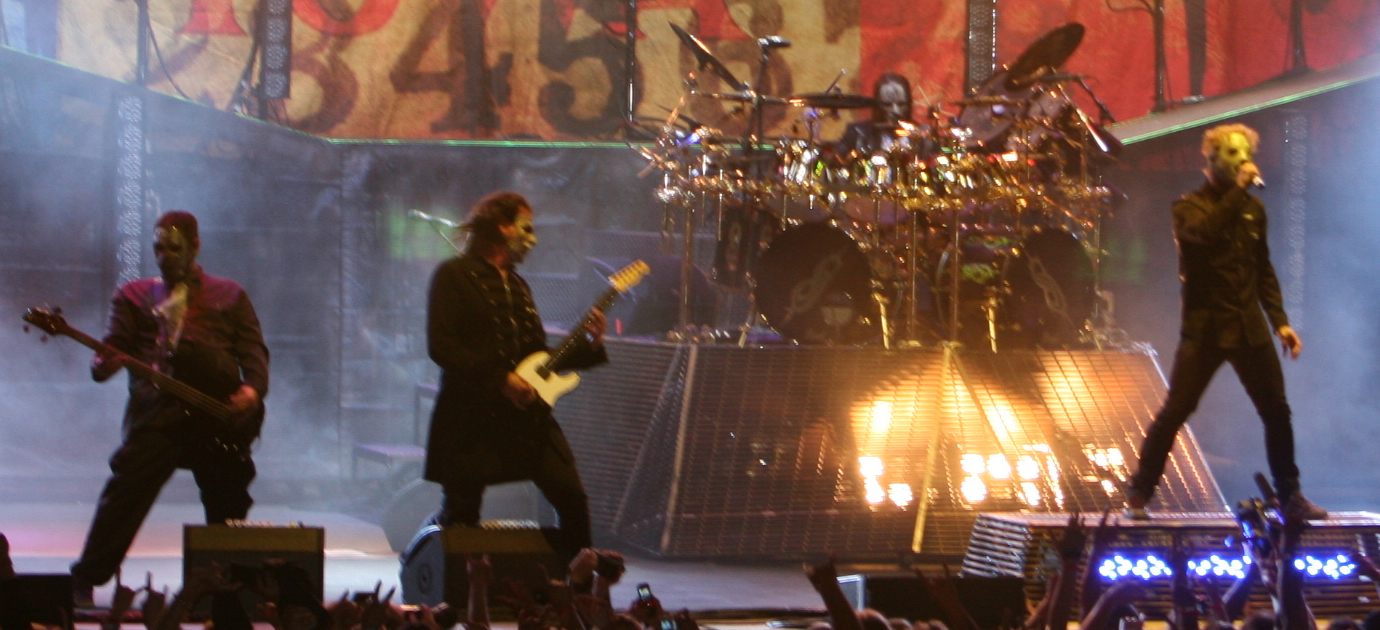
Slipknot uppträder på 2008 års Mayhem Festival

Slipknot har varit föremål för många kontroverser under sin karriär, både för sin image och sin musik. Det lyriska innehållet i några av Slipknots låtar har kopplats till flera våldsamma och kriminella incidenter. Ett sådant fall från 2003 gällde en par unga mördare som skyllde sina brott på texten till "Disasterpiece". Ett annat från 2006 involverade att texten till låten "Surfacing" hittades vid en gravplundring. Slipknot avsäger sig allt ansvar i fall som detta och hittills har de inte visat sig vara ansvariga för något fall av detta slag. Under 2008 kommenterade sångaren Taylor en knivhuggning i Sydafrika som Slipknot var kopplade till, och sa: "självklart störs jag av det faktum att människor skadades och någon dog, angående mitt ansvar för det där, stannar det där, eftersom jag vet att vårt meddelande faktiskt är mycket positivt." Han fortsatte med att säga: "det kommer alltid att finnas psykiska störningar och personer som orsakar våld av ingen annan anledning än faktumet att de är uppfuckade och har problem."
Bandets image har även varit föremål för ett flertal kontroverser. De hade en långvarig fejd med bandet Mushroomhead som, tillsammans med sina fans, hävdade att Slipknot "stal deras image". Medan Slipknot erkände att deras images hade likheter, engagerade de sig aldrig aktivt i fejden, utan angav att det bara var en tillfällighet. Taylor förklarar: "vi började båda samtidigt, utan att någon av oss visste någonting om varandra." Taylor hävdar även att vid en liveshow i Cleveland, Ohio, kastade flera Mushroomhead-fans olika objekt, inklusive ett hänglås, mot bandet och när Slipknot hade spelat klart så gick de, tillsammans med Machine Head och Amen, in i publiken och "tog hand om det direkt där". Under 2009 uppgav Mushroomheads sångare Waylon Reavis att de inte längre var intresserade av att bråka med Slipknot, och sa: "de är inte det första maskerade bandet, inte vi heller, ingen var det." Nyligen har det startats en Facebook-sida vid namn FilthyMaggots, vars mål är att förena Slipknot och Mushroomhead med Mudvayne och Gwar i en stor turné. Mer än 27 000 Facebook-medlemmar har gått med i gruppen. En annan kontrovers var bandets stämning mot Burger King under 2005, där de hävdade att företaget skapade det reklambaserade bandet "Coq Roq" för att utnyttja Slipknot image. Burger King svarade med en egen stämningsansökan, där de påpekade att många andra band, såsom Kiss, Mr. Bungle, Mushroomhead, Mudvayne, Insane Clown Posse och Gwar har använt sig av masker som en del av sin image. Efter förhandlingar lades dock både reklamkampanjen samt stämningen ner.

## Bandmedlemmar
| Nuvarande medlemmar - Shawn "Clown" Crahan (#6) – slagverk, bakgrundssång (1995– ) - Mick Thomson (#7) – sologitarr, rytmgitarr (1996– ) - Corey Taylor (#8) – sång (1997– ) - Sid Wilson (#0) – turntables (1998– ) - Jim Root (#4) – sologitarr, rytmgitarr (1999– ) - Alessandro Venturella – basgitarr (2014– ) - Michael Pfaff – slagverk (2019– ) - Eloy Casagrande – trummor (2024– ) | Tidigare medlemmar - Jay Weinberg – trummor (2014–2023) - Craig "133" Jones (#5) – sampling, media (1996–2023) - Chris Fehn (#3) - slagverk, bakgrundssång (1998–2019) - Donnie Steele – gitarr (1995–1996), basgitarr (2011–2014) - Joey Jordison (#1) – trummor (1995–2013; död 2021) - Paul Gray (#2) – basgitarr, bakgrundssång (1995–2010; död 2010) - Josh Brainard (#4) – gitarr, bakgrundssång (1995–1999) - Anders Colsefni – sång, slagverk (1995–1997) - Greg "Cuddles" Welts (#3) – slagverk (1997–1998) - Brandon Darner (#3) – slagverk (1998) |

## Diskografi
Demoalbum
- MFKR (1996)

| Studioalbum - Slipknot (1999) - Iowa (2001) - Vol. 3: (The Subliminal Verses) (2004) - All Hope Is Gone (2008) - .5: The Gray Chapter (2014) - We Are Not Your Kind (2019) - The End, So Far (2022) | Samlingsalbum - 9.0: Live (2005) - Antennas to Hell (2012) | Videografi - Welcome to Our Neighborhood - Disasterpieces - Voliminal: Inside the Nine - (sic)nesses |  |

## RIAA-certifieringar
Denna statistik sammanställdes från RIAA:s onlinedatabas.
| Album - Slipknot: Dubbel platina (Februari 2001) - Iowa: Platina (Oktober 2002) - Vol. 3: (The Subliminal Verses): Platina (Februari 2005) - 9.0: Live: Guld (December 2005) - All Hope Is Gone: Platina (Augusti 2010) | Videor och DVD:er - Welcome to Our Neighborhood: Platina (Februari 2000) - Disasterpieces: Fyrdubbel platina (November 2005) - Voliminal: Inside the Nine: Platina (Februari 2007) - (sic)nesses: Platina (November 2010) |

## Priser

### Grammy Awards och nomineringar
Slipknot har blivit nominerade för sju Grammy Awards, resulterande i en vinst.
- "Wait and Bleed" – Best Metal Performance, 2001 (nominering)[104]
- "Left Behind" – Best Metal Performance, 2002 (nominering)[105]
- "My Plague" – Best Metal Performance, 2003 (nominering)[106]
- "Duality" – Best Hard Rock Performance, 2005 (nominering)[107]
- "Vermilion" – Best Metal Performance, 2005 (nominering)[107]
- "Before I Forget" – Best Metal Performance, 2006 (vinnare)[36]
- "Psychosocial"- Best Metal Performance, 2009 (nominering)[108]
- Mick Thomson & Jim root - Best Metal guitarists 2019[109]
- Jay Weinberg - Nominated To the Best metal drummer 2020[110]

## Turnéer
| - World Domination Tour (1999–2000) - Ozzfest (1999) - Livin la Vida Loco (1999) - Tattoo the Earth (2000) | - Iowa World Tour (2001–2002) - The Subliminal Verses World Tour (2004–2005) - All Hope Is Gone World Tour (2008–2009) - Memorial World Tour (2011) - Knotfest (2012) - Prepare For Hell Tour (2014– ) |  |

### Fotnoter
1. 1 2 3 4  Arnopp 2001, s. 40–41.
2. 1 2  Arnopp 2001, s. 42–43.
3. ↑  McIver 2003, s. 17.
4. ↑  McIver 2003, s. 19–21.
5. ↑  Arnopp 2001, s. 45–47.
6. ↑  Arnopp 2001, s. 50–51.
7. ↑  Arnopp 2001, s. 57.
8. 1 2 3 4 5 6 7 8 9  Huey, Steve. ”Slipknot biography”. allmusic. https://www.allmusic.com/artist/slipknot-mn0000750742/biography. Läst 13 december 2007.
9. 1 2  McIver 2003, s. 38–41.
10. ↑  Arnopp 2001, s. 71–74.
11. ↑  Arnopp 2001, s. 77.
12. ↑  McIver 2003, s. 47.
13. ↑  Arnopp 2001, s. 83.
14. ↑  Arnopp 2001, s. 84–90.
15. ↑  Arnopp 2001, s. 91.
16. 1 2  McIver 2003, s. 54.
17. ↑  McIver 2003, s. 57–58.
18. ↑  Crampton 2001, s. 35.
19. 1 2  McIver 2003, s. 61–63.
20. 1 2  Anderson, Rick. ”Slipknot album review”. allmusic. https://www.allmusic.com/album/slipknot-mw0000241229. Läst 15 december 2007.
21. ↑  Porter, Dick (2003). Rapcore: The Nu-Metal Rap Fusion. London: Plexus. sid. 132. ISBN 0-85965-321-8
22. ↑  ”Joey Jordison plunges into Slipknot hell”. Drum!:  ss. 44–45. 1 oktober 2008.
23. ↑  Killin, Cartiona (25 januari 2002). ”Rebels with a Cause”. Daily Record:  s. 62.
24. ↑  ”Slipknot - Iowa”. Hitparad.se. http://hitparad.se/showitem.asp?interpret=Slipknot&titel=Iowa&cat=a. Läst 14 september 2012.
25. ↑  ”The joy of 666”. NME (UK). 15 maj 2001. Arkiverad från originalet den 11 oktober 2012. https://web.archive.org/web/20121011204327/http://www.nme.com/news/slipknot/7781. Läst 25 april 2009.
26. ↑  ”Resident Evil (2002) – Soundtracks”. Internet Movie Database. http://www.imdb.com/title/tt0120804/soundtrack. Läst 5 september 2008.
27. ↑  ”Archive News”. Blabbermouth.net. 6 augusti 2001. http://www.roadrunnerrecords.com/blabbermouth.net/news.aspx?mode=Article&newsitemID=186. Läst 11 september 2010.
28. ↑  McIver 2003, s. 103.
29. 1 2  McIver 2003, s. 107–110.
30. ↑  Charlotte Lewin (Director). Slipknot – Up To Our Necks. [DVD]. UK: Chrome Dreams. Scenens tidpunkt: 57:51
31. ↑  ”Slipknot Advance DVD Screening To Be Held In New York City”. Blabbermouth.net. 12 oktober 2002. Arkiverad från originalet den 6 juni 2011. https://web.archive.org/web/20110606065045/http://www.roadrunnerrecords.com/blabbermouth.net/news.aspx?mode=Article&newsitemID=6801. Läst 5 juli 2008.
32. ↑  ”Slipknot Singer Says 'A Lot Has Changed' With The Band Since 'Iowa'”. Blabbermouth.net. 5 augusti 2003. http://www.roadrunnerrecords.com/blabbermouth.net/news.aspx?mode=Article&newsitemID=14180. Läst 11 september 2010.
33. ↑  Wiederhorn, Jon (3 september 2004). ”Slipknot Ready To Unveil New Masks, Subliminal LP”. VH1. Arkiverad från originalet den 26 april 2008. https://web.archive.org/web/20080426020545/http://www.vh1.com/news/articles/1485648/20040309/slipknot.jhtml. Läst 15 juli 2008.
34. ↑  ”Band Bio on Roadrunnerrecords.com”. Roadrunner Records. Arkiverad från originalet den 26 januari 2007. https://web.archive.org/web/20070126125334/http://roadrunnerrecords.com/artists/Slipknot/bio.aspx. Läst 11 februari 2007.
35. ↑  ”Billboard.com's listing of 9.0:Live”. Billboard. http://www.billboard.com/#/album/slipknot/9-0-live/744127. Läst 12 september 2010.
36. 1 2  ”List of Grammy winners”. CNN. 9 februari 2006. Arkiverad från originalet den 21 november 2009. https://www.webcitation.org/5lSheSN0K?url=http://www.cnn.com/2006/SHOWBIZ/Music/02/09/grammys.list/index.html. Läst 13 december 2007.
37. ↑  ”Slipknot: new DVD artwork revealed”. Blabbermouth.net. 16 oktober 2006. http://www.roadrunnerrecords.com/blabbermouth.net/news.aspx?mode=Article&newsitemID=60348. Läst 16 oktober 2006.
38. ↑  ”Slipknot man promises brutal new album in '08”. Kerrang!. 20 juli 2007. Arkiverad från originalet den 2 december 2007. https://web.archive.org/web/20071202045341/http://www2.kerrang.com/2007/07/slipknot_man_promises_brutal_n.html. Läst 29 november 2007.
39. ↑  Epstein, Dan (August 2008). ”Wait and Bleed”. Revolver:  sid. pp. 54–6.
40. ↑  ”Slipknot, Disturbed, Dragonforce, Mastodon: Complete 'Rockstar Energy Mayhem' Details Revealed”. Blabbermouth.net. 30 januari 2008. Arkiverad från originalet den 22 april 2008. https://web.archive.org/web/20080422012018/http://www.roadrunnerrecords.com/blabbermouth.net/news.aspx?mode=Article&newsitemID=89637. Läst 11 september 2010.
41. ↑  ”Billboard.com's page on All Hope Is Gone”. Billboard. http://www.billboard.com/#/album/slipknot/all-hope-is-gone/1155524. Läst 12 september 2010.
42. ↑  ”Slipknot to Release Special 10th Anniversary Debut”. Roadrunner Records. 27 juli 2009. http://www.roadrunnerrecords.com/news/Slipknot-to-Release-Special-10th-Anniversary-Debut-20413.aspx. Läst 11 september 2010.
43. ↑  ”Slipknot Announces Fall Tour Dates”. Blabbermouth.net. 3 september 2009. Arkiverad från originalet den 7 september 2009. https://web.archive.org/web/20090907010905/http://www.roadrunnerrecords.com/blabbermouth.net/news.aspx?mode=Article&newsitemID=126417. Läst 3 september 2009.
44. ↑  ”Slipknot Bassist Paul Gray Found Dead”. FMQB. 24 maj 2010. Arkiverad från originalet den 22 mars 2017. https://web.archive.org/web/20170322024723/http://www.fmqb.com/article.asp?id=1816394. Läst 20 augusti 2010.
45. ↑  ”Arkiverade kopian”. Metro. 25 maj 2010. Arkiverad från originalet den 29 maj 2010. https://web.archive.org/web/20100529165923/http://www.metro.co.uk/music/827689-slipknot-bassist-paul-gray-dead. Läst 11 september 2010.
46. ↑  ”Autopsy fails to determine cause of death of Slipknot bassist”. USA Today. 25 maj 2010. http://www.usatoday.com/life/people/2010-05-25-slipknot-bassist-autopsy_N.htm. Läst 20 augusti 2010.
47. ↑  ”Slipknot Holding Live Press Conference”. slipknot1.com. 25 maj 2010. Arkiverad från originalet den 28 maj 2010. https://web.archive.org/web/20100528081834/http://www.slipknot1.com/story/news/slipknot_holding_live_press_conference. Läst 20 augusti 2010.
48. ↑  Goldsmith, Belinda (22 juni 2010). ”Slipknot Bassist Died Of 'Accidental' Overdose”. Reuters. http://www.billboard.com/news/slipknot-bassist-died-of-accidental-overdose-1004099551.story#/news/slipknot-bassist-died-of-accidental-overdose-1004099551.story. Läst 20 augusti 2010.
49. ↑  ”Slipknot Drummer: Paul Gray 'Would Always Want Us To Make Another Record'”. Blabbermouth.net. 3 augusti 2010. http://www.roadrunnerrecords.com/blabbermouth.net/news.aspx?mode=Article&newsitemID=143938. Läst 11 september 2010.
50. ↑  ”Corey Taylor 'Conflicted' About Continuing Slipknot”. Blabbermouth.net. 5 september 2010. http://www.roadrunnerrecords.com/blabbermouth.net/news.aspx?mode=Article&newsitemID=145556. Läst 11 september 2010.
51. ↑  ”SLIPKNOT'S '(SIC)NESSES' IS OUT NOW, GET ANOTHER EXCLUSIVE LOOK AT THE DVD FROM 'KERRANG!'”. Roadrunner. 28 september 2010. http://www.roadrunnerrecords.com/news/Slipknots-sicnesses-is-Out-Now-Get-Another-Exclusive-Look-at-the-DVD-From-Kerrang-22164.aspx. Läst 11 oktober 2010.
52. ↑  ”SLIPKNOT's '(Sic)nesses' DVD Tops 'Music Videos' Chart - Oct. 6, 2010”. Blabbermouth. 6 oktober 2010. http://www.blabbermouth.net/news/slipknot-s-sic-nesses-dvd-tops-music-videos-chart/. Läst 11 oktober 2010.
53. ↑  ”Arkiverade kopian”. Roadrunner Records. 19 augusti 2010. Arkiverad från originalet den 28 maj 2019. https://web.archive.org/web/20190528225051/http://roadrunnerrecords.co.uk/page/News/?news_id=99244. Läst 19 augusti 2010.
54. ↑  Montgomery, James (23 september 2010). ”Slipknot Dedicate '(Sic)nesses' DVD To Paul Gray”. Arkiverad från originalet den 30 december 2010. https://web.archive.org/web/20101230165053/http://www.mtv.com/news/articles/1648519/20100923/slipknot.jhtml. Läst 11 oktober 2010.
55. ↑  ”Corey Taylor: 'Paul Gray would want Slipknot to continue' - video”. NME. UK. 6 december 2010. http://www.nme.com/news/slipknot/54138. Läst 6 december 2010.
56. ↑  ”Slipknot return 2011”. Slipknot1.com. 3 december 2010. Arkiverad från originalet den 6 december 2010. https://web.archive.org/web/20101206065421/http://www.slipknot1.com/story/news-tour_news/slipknot_return_in_2011-1. Läst 3 december 2010.
57. ↑  ”Slipknot to headline graspop”. slipknot1.com. 5 december 2010. Arkiverad från originalet den 10 december 2010. https://web.archive.org/web/20101210013527/http://slipknot1.com/story/news-outside_the_9-ot9_news/slipknot_to_headline_graspop. Läst 6 december 2010.
58. ↑  ”Slipknot confirmed for rock in rio”. slipknot1.com. 8 december 2010. Arkiverad från originalet den 11 december 2010. https://web.archive.org/web/20101211103336/http://www.slipknot1.com/story/news/slipknot_confirmed_for_rock_in_rio. Läst 8 december 2010.
59. ↑  ”Update regarding summer shows”. slipknot1.com. 10 mars 2011. Arkiverad från originalet den 13 mars 2011. https://web.archive.org/web/20110313012708/http://slipknot1.com/story/news/update_regarding_summer_shows-1. Läst 10 mars 2011.
60. ↑  ”SLIPKNOT's First Show Since Death Of PAUL GRAY: HD Video Footage Available - June 20, 2011”. Blabbermouth.net. 21 juni 2011. Arkiverad från originalet den 21 augusti 2011. https://web.archive.org/web/20110821043327/http://www.roadrunnerrecords.com/blabbermouth.net/news.aspx?mode=Article&newsitemID=159643. Läst 3 september 2011.
61. ↑  ”COREY TAYLOR On Possibility Of Another SLIPKNOT Album: 'I Don't See It Happening Very Soon'”. 4 mars 2011. http://www.roadrunnerrecords.com/blabbermouth.net/news.aspx?mode=Article&newsitemID=154920. Läst 5 mars 2011.
62. ↑  Graff, Gary (30 november 2010). ”Slipknot Prepping First Album Since Bassist's Death”. Billboard.com. http://www.billboard.com/news/slipknot-prepping-first-album-since-bassist-1004132679.story#/news/slipknot-prepping-first-album-since-bassist-1004132679.story. Läst 10 december 2010.
63. ↑  ”COREY TAYLOR Says He Might Be Open To Recording New SLIPKNOT Album In 'A Couple Of Years'”. 15 juli 2011. http://www.roadrunnerrecords.com/blabbermouth.net/news.aspx?mode=Article&newsitemID=160736. Läst 17 juli 2011.
64. ↑  ”JOEY JORDISON: SLIPKNOT Will Carry On 'With Or Without' COREY TAYLOR”. 4 mars 2011. http://www.roadrunnerrecords.com/blabbermouth.net/news.aspx?mode=Article&newsitemID=157466. Läst 5 mars 2011.
65. ↑  Huber, Nic (29 augusti 2011). ”SLIPKNOT's Clown confirms U.S. tour plans; says 'too soon' for album”. http://www.metalinjection.net/tour-dates/slipknots-clown-confirms-tour-plans-album. Läst 3 september 2011.
66. ↑  ”Rockstar Mayhem Festival/Blog/2012 Dates Announced”. Rockstarmayhemfest.com. Arkiverad från originalet den 4 november 2011. https://web.archive.org/web/20111104152448/http://rockstarmayhemfest.com/blog/id/1845118. Läst 27 oktober 2011.
67. 1 2 3  Boward, Chad (29 maj 2012). ”Slipknot Prepping Greatest Hits Release, Working on New Demos”. Loudwire. http://loudwire.com/slipknot-prepping-greatest-hits-release-working-on-new-demos/. Läst 30 maj 2012.
68. ↑  Baltin, Steve (4 juni 2012). ”Slipknot to launch own music festival, Knotfest”. Rolling Stone. Arkiverad från originalet den 12 september 2017. https://web.archive.org/web/20170912024701/http://www.rollingstone.com/music/news/exclusive-slipknot-unveil-knotfest-20120604. Läst 4 juni 2012.
69. ↑  http://tvtropes.org/pmwiki/pmwiki.php/Music/Slipknot?from=Main.SlipKnot
70. ↑  Udo, Tommy (2002). Brave Nu World. Sanctuary Publishing. sid. 124. ISBN 1-86074-415-X
71. ↑  Mudrian, Albert (2004). Choosing Death:The Improbable History of Death Metal and Grindcore. Feral House. sid. 258. ISBN 1-932595-04-X
72. ↑  ”'New Wave Of American Heavy Metal' Book Documents Over 600 Bands”. Blabbermouth.net. Arkiverad från originalet den 21 maj 2008. https://web.archive.org/web/20080521104002/http://www.roadrunnerrecords.com/blabbermouth.net/news.aspx?mode=Article&newsitemID=44955. Läst 27 april 2008.
73. 1 2  Porter, Dick (2003). Rapcore: The Nu-Metal Rap Fusion. London: Plexus. sid. 117. ISBN 0-85965-321-8
74. 1 2  ”Allmusic Review of M.F.K.R.”. allmusic. https://www.allmusic.com/album/mate-feed-kill-repeat-mw0000975927. Läst 5 augusti 2007.
75. 1 2  Loftus, Johnny. ”Allmusic Review of Vol. 3”. allmusic. https://www.allmusic.com/album/sunsets-vol-3-mw0000557176. Läst 15 februari 2007.
76. ↑  ”Corey's All Hope Is Gone track by track”. Kerrang!:  ss. 6–7. 19 juli 2008.
77. ↑  Thomson, Mick. ”NAMM 2008 Report”. On Track Magazine. Arkiverad från originalet den 16 december 2008. https://web.archive.org/web/20081216055448/http://vids.myspace.com/index.cfm?fuseaction=vids.individual&videoid=29777240. Läst 14 juli 2008.
78. ↑  O’Keeffe, Niall (26 februari 2002). ”Slipknot : London Arena”. NME. http://www.nme.com/reviews/slipknot/6129. Läst 19 december 2007.
79. 1 2   Our Last Interview with Paul Gray from Slipknot. [video]. andPOP. Scenens tidpunkt: 1:07. http://www.youtube.com/watch?v=9kq86-52hcU. Läst 14 september 2010
80. ↑  ”Behold: the rebirth of a giant”. Kerrang! (Emap):  s. 16. 6 december 2008.
81. ↑  ”Slipknot bring fire and destruction to Download”. NME. 14 juni 2009. http://www.nme.com/news/slipknot/45333. Läst 16 juni 2009.
82. ↑  Arnopp 2001, s. 54–55.
83. ↑  Soghomonian, Talia (25 februari 2002). ”Interview with Corey Taylor of Slipknot”. NYRock. Arkiverad från originalet den 22 februari 2008. https://web.archive.org/web/20080222000134/http://www.nyrock.com/interviews/2002/slipknot_int2.asp. Läst 21 december 2007.
84. ↑  Arnopp 2001, s. 80.
85. ↑  McIver 2001, s. 32.
86. ↑   Loud Times Video Magazine – Vol. 3. [DVD time=6:15 in Slipknot's interview.]. Quantum Leap
87. ↑  ”Slipknot's Chris Fehn: 'It's A Blessing That We Don't Get Recognized'”. Blabbermouth.net. 25 maj 2005. http://www.roadrunnerrecords.com/blabbermouth.net/news.aspx?mode=Article&newsitemID=36072. Läst 11 september 2010.
88. ↑  ”News Archive”. Blabbermouth.net. 20 maj 2001. http://www.roadrunnerrecords.com/blabbermouth.net/news.aspx?mode=Article&newsitemID=119. Läst 16 december 2007.
89. ↑  Wiederhorn, Jon (9 mars 2004). ”Arkiverade kopian”. MTV. Arkiverad från originalet den 2 juni 2009. https://web.archive.org/web/20090602051037/http://www.mtv.com/news/articles/1485648/20040309/slipknot.jhtml. Läst 16 december 2007.
90. ↑  Chris Fehn, Joey Jordison, Corey Taylor. Slipknot – Ahoy Netherlands Interview. [Video]. The Box. Scenens tidpunkt: 0:44
91. ↑  Slipknot. Vermilion Music Video. Roadrunner Records. http://www.roadrunnerrecords.com/video/Slipknot--Vermilion-2801.aspx
92. ↑   Kerrang! Podcast: Slipknot exclusive!. [video]. http://www.youtube.com/watch?v=Erb5cxX5NoM
93. ↑   Slipknot – Chris and Paul – Boogie TV Interview 2004. [Video]. Boogie TV
94. ↑  Pinsker, Joe. ”Slipknot App Lets Fans 'Wear the Mask'”. Rolling Stone. Arkiverad från originalet den 23 januari 2014. https://web.archive.org/web/20140123032718/http://www.rollingstone.com/culture/blogs/gear-up/slipknot-app-lets-fans-wear-the-mask-20120724. Läst 20 september 2012.
95. ↑  O'Toole, Megan (10 juli 2003). ”Young Killers Try To Blame Slipknot For Murder”. Chart Communications. Arkiverad från originalet den 29 juni 2009. https://web.archive.org/web/20090629221535/http://www.chartattack.com/news/34166/young-killers-try-to-blame-slipknot-for-murder. Läst 16 september 2009.
96. ↑  Mindslavor (17 augusti 2006). ”Slipknot Lyrics Found At Site Of Grave Robbery”. Metalunderground.com. http://www.metalunderground.com/news/details.cfm?newsid=21081. Läst 23 december 2007.
97. 1 2  Tsigonis, Victoria (22 augusti 2008). ”Slipknot Singer Speaks Out About Stabbing In South Africa”. Gigwise. http://www.gigwise.com/news/45567/Slipknot-Singer-Speaks-Out-About-Stabbing-In-South-Africa. Läst 11 september 2010.
98. ↑  ”Mushroomhead Drummer: Slipknot 'Traded A Platinum Record For Dignity, Honor And Respect”. Blabbermouth.net. 9 oktober 2006. http://www.roadrunnerrecords.com/blabbermouth.net/news.aspx?mode=Article&newsitemID=59985. Läst 11 september 2010.
99. ↑  ”Slipknot Frontman Discusses Mushroomhead 'Feud'”. Blabbermouth.net. 11 mars 2005. http://www.roadrunnerrecords.com/blabbermouth.net/news.aspx?mode=Article&newsitemID=34014. Läst 11 september 2010.
100. ↑  ”Mushroomhead Vocalist Says There is No More Beef With Slipknot”. Blabbermouth.net. 14 september 2009. http://www.roadrunnerrecords.com/blabbermouth.net/news.aspx?mode=Article&newsitemID=126950. Läst 28 december 2009.
101. ↑  FilthyMaggots Group Page (Mushroomhead/Slipknot Tour)
102. 1 2  ”The Smoking Gun's Page about the lawsuit”. The Smoking Gun. http://www.thesmokinggun.com/archive/0817052slipknot1.html. Läst 17 mars 2007.
103. ↑  ”Gold and Platinum database”. Recording Industry Association of America. https://www.riaa.com/gold-platinum/?tab_active=default-award&se=slipknot#search_section. Läst 15 december 2007.
104. ↑  D'Angelo, Joe (16 februari 2001). ”Arkiverade kopian”. MTV. Arkiverad från originalet den 21 februari 2009. https://web.archive.org/web/20090221083001/http://www.mtv.com/news/articles/1439535/20010216/slipknot.jhtml. Läst 16 december 2007.
105. ↑  ”Slipknot's Paul Gray: "I Know System Of A Down Will Win Grammy"”. Blabbermouth.net. 27 februari 2002. Arkiverad från originalet den 19 december 2007. https://web.archive.org/web/20071219142252/http://www.roadrunnerrecords.com/blabbermouth.net/news.aspx?mode=Article&newsitemID=1780. Läst 16 december 2007.
106. ↑  ”Grammy Awards Nominees Announced!”. Blabbermouth.net. 7 januari 2003. Arkiverad från originalet den 20 juni 2008. https://web.archive.org/web/20080620042948/http://www.roadrunnerrecords.com/blabbermouth.net/news.aspx?mode=Article&newsitemID=8702. Läst 16 december 2007.
107. 1 2  ”Metallica, Cradle Of Filth, Motorhead Among Grammy Nominees”. Blabbermouth.net. 7 december 2004. Arkiverad från originalet den 20 juni 2008. https://web.archive.org/web/20080620042941/http://www.roadrunnerrecords.com/blabbermouth.net/news.aspx?mode=Article&newsitemID=30088. Läst 16 december 2007.
108. ↑  ”Metallica, Judas Priest, Mötley Crüe, Slipknot, Disturbed Among Grammy Nominees”. Blabbermouth.net. 3 december 2008. Arkiverad från originalet den 5 december 2008. https://web.archive.org/web/20081205142818/http://www.roadrunnerrecords.com/blabbermouth.net/news.aspx?mode=Article&newsitemID=110174. Läst 4 december 2008.
109. ↑  Blabbermouth (17 december 2019). ”SLIPKNOT's JIM ROOT And MICK THOMSON Named World's Best Heavy Metal Guitarists”. BLABBERMOUTH.NET. Arkiverad från originalet den 7 december 2020. https://web.archive.org/web/20201207145401/https://search.blabbermouth.net/news/slipknots-jim-root-and-mick-thomson-named-worlds-best-heavy-metal-guitarists/. Läst 27 november 2020.
110. ↑  ”Facebook”. www.facebook.com. https://www.facebook.com/slipknot/photos/a.113128182671/10158307973857672/. Läst 27 november 2020.